# Halhal Subregion
Halhal Subregion är ett distrikt i Eritrea.   Det ligger i regionen Ansebaregionen, i den nordvästra delen av landet, 100 km nordväst om huvudstaden Asmara.